# Райхенфельд
Райхенфельд (до 1945 року — Райхенфельд, у 1945—1963 роках — Широке, у 1963 - 2025 - Плодородне) — село в Україні, адміністративний центр Плодородненської сільської громади Мелітопольського району Запорізької області. Населення становить 1577 осіб. До 2017 року орган місцевого самоврядування — Плодородненська сільська рада.

## Географія
Село Райхенфельд розташоване за 107 км від обласного центру та 39 км від районного центру, за 1 км від сіл Першотравневе та Показне, за 18 км на південний схід від колишнього районного центру Михайлівки. Через село пролягає залізниця, станція Плодородна. Поруч із селом пролягає автошлях міжнародного значення М18E105.

## Історія
Село засноване 1810 року німцями-переселенцями під назвою Райхенфельд. У 1945 році перейменоване на село Широке, а 1963 року отримало назву Плодородне.

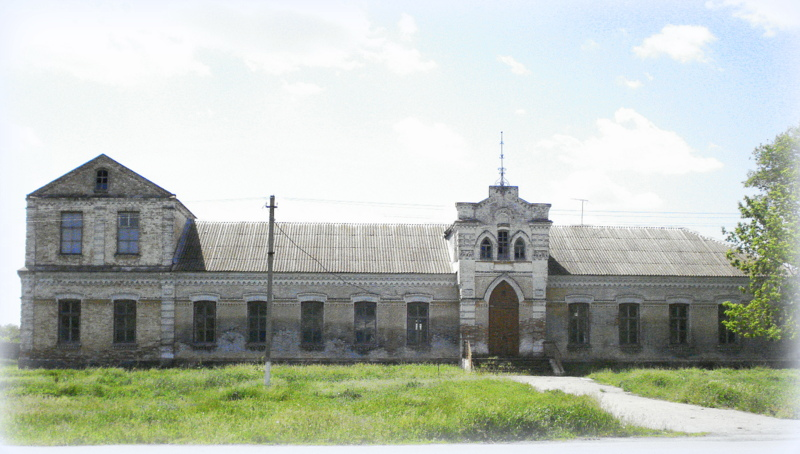
Колишня кирха в селі Плодородне

17 березня 2015 року у селі було знесено пам'ятник Леніну.
19 травня 2016 року, на підставі розпорядження голови Запорізької обласної державної адміністрації, у селі Плодородне вулиця Стаханівська отримала нову назву — вулиця Вишнева.
25 травня 2017 року, в ході децентралізації, шляхом об'єднання Мар'янівської та Плодородненської сільських рад Михайлівського району утворена Плодородненська сільська громада.
19 липня 2020 року, в результаті адміністративно-територіальної реформи та ліквідації Михайлівського району, село увійшло до складу Мелітопольського району.
22 червня 2023 року рішенням Національної комісії зі стандартів державної мови віднесено до списку населених пунктів, які «можуть не відповідати лексичним нормам української мови», зокрема стосуватися «російської імперської чи колоніальної політики». Громаді рекомендовано обґрунтувати доцільність збереження поточної назви або  запропонувати нову назву в установленому законодавством порядку.
5 червня 2025 року Постановою Верховної Ради України № 4483-ІХ «Про перейменування окремих населених пунктів, назви яких містять символіку російської імперської політики або не відповідають стандартам державної мови» село Плодородне перейменовано на Райхенфельд. 18 червня 2025 року перейменування набуло чинності.

## Економіка
- Філія Мелітопольського виробничого об'єднання «Веселка».
- Хлібозавод.
- ТОВ «Алекс».
- ТОВ «Лана».

## Населення

### Мова
Розподіл населення за рідною мовою за даними перепису 2001 року:
| Мова            | Кількість | Відсоток |
| --------------- | --------- | -------- |
| російська       | 903       | 57.26%   |
| українська      | 657       | 41.66%   |
| вірменська      | 4         | 0.25%    |
| білоруська      | 1         | 0.06%    |
| інші/не вказали | 12        | 0.77%    |
| Усього          | 1577      | 100%     |

## Об'єкти соціальної сфери
- Школа.
- Дитячий садочок.
- Будинок культури.
- Дільнична лікарня (закрита).
- Історичний музей.

## Цікаві факти
У селі розташований єдиний в Україні пам'ятник Йосипу Сталіну.
7 травня 2021 року на центральній алеї села відкритий унікальний музей ретро-автомобілей під відкритим небом.